# 인종 (조선)
인종(仁宗, 1515년 3월 20일(음력 2월 25일) ~ 1545년 8월 17일(음력 7월 1일))은 조선의 제12대 국왕(재위 : 1544년 12월 14일(음력 11월 20일) ~ 1545년 8월 17일(음력 7월 1일))이다.
성은 이(李), 휘는 호(峼), 아명은 억명(億命)이다. 본관은 전주(全州), 자는 천윤(天胤)이며 묘호는 인종(仁宗), 시호는 영정헌문의무장숙흠효대왕(榮靖獻文懿武章肅欽孝大王)이다.
중종의 적장남이자 넷째아들로 어머니는 파원부원군 윤여필(尹汝弼)의 딸 장경왕후이며, 왕비는 금성부원군 박용(朴墉)의 딸인 인성왕후(仁聖王后)이다.
기묘사화 때 숙청된 조광조를 신원하고 현량과를 부활하는 등의 도학정치를 추구하였으나 끝내 이루지 못하였다. 당대의 대신들에게 인본의 바탕을 둔 유교의 이상적 군왕으로 일컬어졌으나 재위 7개월만에 승하하였다.

## 생애

### 탄생과 세자 책봉
1515년(중종 10년) 2월 25일, 중종(中宗)의 넷째아들이자 적장남으로 태어났다. 아명은 '억명(億命)'이다. 어머니 장경왕후가 인종을 임신했을 때 꿈을 꾸었는데 꿈에 어떤 사람이 나타나 '억명으로 지으라'고 하자 잠에서 깬 장경왕후가 벽에 '억명'이라는 글자를 써놓아 두었다가 지은 이름이다. 어머니는 장경왕후(章敬王后) 윤씨인데, 인종을 낳고 1주일 후인 3월 2일 산후병으로 사망하였다. 어머니를 일찍 여의어 친할머니인 정현왕후가 돌보았으며, 외숙부인 윤임을 위시한 대윤(大尹)의 정치적 지지를 받았다.
1520년(중종 15년) 4월 22일, 왕세자로 책봉되었다. 세자로 책봉되기 전 3월 5일에 '억(億)'을 '호(岵)'로 개명한다.
1522년(중종 17년) 관례를 치르고 성균관에 입학하였고, 2년 뒤인 1524년(중종 19년), 박용의 딸 박씨(인성왕후)를 세자빈으로 맞이하였다.

### 작서의 변과 가작인두의 변
1527년(중종 22년), 세자의 생일 무렵에 죽은 쥐의 사지를 찢어 불에 지진 다음 동궁전 창가에 매달아놓고 세자인 인종을 저주하는 일이 발생하였다. 사건의 배후로 중종의 서장자이자 인종의 이복형인 복성군과 복성군의 어머니인 경빈 박씨가 지목되어 폐서인 되었으며, 경빈의 딸들이자 인종의 이복 누나들인 혜순옹주와 혜정옹주 또한 폐서인 되었다.
1533년(중종 28년), 동궁(東宮)의 빈청 남쪽 바자(把子) 위에 사람의 머리 모양을 한 물건이 발견되었다. 이 형상에 누군가가 머리카락을 붙이고 이목구비등을 새겨 목패에 단 다음, 목패에 '세자의 몸을 능지할 것', '세자 부주(父主)의 몸을 교살할 것', '중궁(中宮)을 참(斬)할 것' 과 같은 내용을 적어놓았는데, 이 저주 사건으로 인해 6년전 폐출된 복성군 모자와 혜정옹주의 남편인 당성위(唐城尉) 홍려(洪礪)가 연루되었다.
대간의 탄핵을 받은 복성군과 경빈 박씨는 마침내 사사되었는데, 나중에서야 이 사건의 배후가 인종의 누나인 효혜공주의 남편 연성위(延城尉) 김희(金禧)와 김희의 아버지인 김안로가 꾸민 일임이 드러났다. 이후 인종은 중종에게 복성군 모자의 신원 회복과 폐출된 두 옹주의 작호를 회복시켜줄 것을 청하였다.
1538년(중종 33년) 10월, 중종은 본인의 재위년수와 나이가 세종의 재위년수와 세종이 승하했을 때의 나이와 비슷해지자 태종과 세종의 고사를 들며 세자에게 선위하려 하였는데, 세자가 음식을 입에 대지 않고 극구 반대하여 뜻을 이루지 못했다.

### 즉위와 사망
1544년(중종 39년) 11월 14일, 중종이 전위의 뜻을 밝히고 다음날 승하하자 1주일 후인 11월 20일 창경궁 명정전에서 즉위하였다. 즉위 이후 기묘사화때 숙청된 조광조를 신원해 달라는 상소가 연이어 올라왔다.
1545년(인종 1년) 6월 26일, 인종은 고열에 시달리며 혼절하는 등 몸 상태가 급격히 나빠졌다. 6월 29일, 대역죄인과 강상죄 등 중대범죄를 저지른 자들을 제외한 잡범들의 죄를 용서한다고 교서를 내렸다. 그날 밤 병세가 악화되어 위독해지자 이복 동생인 경원대군(명종)에게 전위한다는 뜻을 밝혔다.

### 유언
훙서에 임박하여 붓을 잡고 유서를 쓰려 하였으나 쓰지 못하고 탄식하면서 다음과 같이 말하였다.
| “ | 나의 생각을 문자가 아니면 여러 신하들에게 전할 수 없는 지경이 되었다. 이제 이와 같으니 슬픔을 어찌할 수가 없다. 부왕이 돌아가신 지 오래지 않아 내가 또 이에 이르러 마침내 효도를 마치지 못하니, 내 마음이 망극하다. 내가 죽거든 반드시 부모의 능 곁에 장사 지내서 내 뜻을 이루게 하라. 또 겨우 국상을 지냈기에 백성의 힘이 다했으니 나의 초상과 장사에는 되도록 검소함을 좇아서 백성들의 폐해를 덜게 하라. 병이 이와 같으니 효도를 마치지 못하겠고, 또 경들과 더불어 다시 서로 보지 못하겠다. | ” |
|   | — 〈인종대왕 묘지문〉 |   |

1545년(인종 1년) 7월 1일, 경복궁 청연루 소침에서 승하하였다.

## 사후

### 묘호와 시호
묘호는 인종(仁宗)이며, '인(仁)'은 '인(仁)을 베풀고 의(義)를 행함'을 말한다. 시호는 헌문의무장숙흠효대왕(獻文懿武章肅欽孝大王)이다.
처음엔 시호를 예문철무장숙흠효(睿文哲武章肅欽孝)라고 했다가 '예' 자를 '헌' 자로 고치자는 얘기가 나왔는데 홍언필이 태조의 시호 강헌(康獻)과 겹친다는 이유로 반대했다. 하지만 중의도 찬성하여 고치기로 했으며 허자가 체화거중(體和居中)의 뜻이 선왕과 합치한다 하여 '철' 자를 '의' 자로 고쳤다.

### 능묘
능은 효릉(孝陵)이며 경기도 고양시 덕양구에 있다. 서삼릉을 구성하는 왕릉 가운데 하나이다. 왕비 인성왕후와 나란히 묻혀 쌍릉을 이루고 있으며 조선왕릉 중 유일하게 일반에 비공개되어있다.

### 을사사화
윤임과 윤원형은 정희왕후의 아버지 윤번의 후손들로, 각각 인종과 명종의 외숙부들인데, 이들은 중종 말엽부터 세력을 형성하였다. 인종의 외가인 윤여필, 윤임 세력을 주축으로 하는 대윤(大尹)과, 경원대군(명종)을 지지하는 문정왕후와 윤원형 일파인 소윤(小尹)이 파를 나누어 갈등하였다.
인종이 즉위한지 1년도 못되어 승하하고 명종이 즉위하자, 명종의 어머니인 문정왕후가 수렴청정하고 윤원형 등이 권력을 잡았는데, 인종의 외숙부이자 장경왕후의 오빠인 윤임 및 대윤 일당을 역모로 몰아 사사하였다. 윤여필의 외손자인 종친 계림군을 비롯하여 중종의 일곱째 아들인 봉성군 등 왕실 종친 및 윤임과 당여를 이루거나 왕권에 위협적으로 여겨졌던 자들이 대대적으로 숙청되었다.

## 일화
- 동복 누나인 효혜공주와 우애가 도타웠는데, 1531년(중종 26년) 효혜공주가 죽자, 병이 날 정도로 매우 슬퍼하였다.[18]
- 동궁에서 화재가 발생하자, 모두 놀라 허둥지둥하고 궁녀들이 각각 제방을 구하는데, 귀인 정씨(貴人 鄭氏, 정철의 누이)만이 급히 세자가 거처하는 방으로 들어와 서책과 옷을 모두 밖으로 내어놓고 세자를 모시고 대전에 문안드리니, 임금이 크게 칭찬하였다.[19]
- 인종이 즉위한 뒤, 명나라 사신이 접견하고 돌아갈 때 자신을 접대했던 관원에게, "당신의 임금은 성인(聖人)이지만, 당신의 나라는 조그만 나라입니다. 당신들은 실로 복이 없다." 라고 하였다.[20]
- 인종의 석연치 않은 죽음을 두고 문정왕후에 의해 독살되었다는 설이 야사로 전해진다. 《명종실록》에서는 인종이 병을 얻게 된 이유 중 하나로 문정왕후의 원망을 언급한다.[21][22][23]

## 평가
학문을 좋아하고 우애와 효심이 깊어 유교의 이상적 군주로 일컬어졌다. 당대의 기록을 비롯해 《조선왕조실록》을 통해 세종, 문종, 성종, 정조와 더불어 직접적이고 구체적으로 왕의 학문을 예찬하고 인품과 성품을 칭송한 기록이 남아있는 몇 안되는 군주 중 하나이다.

## 가족 관계
|                  |                   | 출생                                                      | 사망                                                            |
| ---------------- | ----------------- | --------------------------------------------------------- | --------------------------------------------------------------- |
| 조선 제12대 국왕 | 인종대왕 仁宗大王 | 1515년 3월 20일 (음력 2월 25일) 조선 한성부 경복궁 자선당 | 1545년 8월 17일 (음력 7월 1일) (30세) 조선 한성부 경복궁 청연루 |

|    |                             | 본관 | 생몰년          | 부모                                                                | 비고        |
| -- | --------------------------- | ---- | --------------- | ------------------------------------------------------------------- | ----------- |
| 부 | 중종대왕 中宗大王           | 전주 | 1488년 - 1544년 | 성종대왕 成宗大王 정현왕후 윤씨 貞顯王后 尹氏                       | 제11대 국왕 |
| 모 | 장경왕후 윤씨 章敬王后 尹氏 | 파평 | 1491년 - 1515년 | 파원부원군 윤여필 坡原府院君 尹汝弼 순천부부인 박씨 順天府夫人 朴氏 |             |

|      | 시호                                              | 본관 | 생몰년          | 부모                                                            | 비고 |
| ---- | ------------------------------------------------- | ---- | --------------- | --------------------------------------------------------------- | ---- |
| 왕비 | 인성왕후 박씨 仁聖王后 朴氏 공의왕대비 恭懿王大妃 | 반남 | 1514년 - 1578년 | 금성부원군 박용 錦城府院君 朴墉 문소부부인 김씨 聞韶府夫人 金氏 |      |

| 작호 | 작호                | 본관 | 생몰년          | 부모                              | 비고            |
| ---- | ------------------- | ---- | --------------- | --------------------------------- | --------------- |
| 빈   | 숙빈 윤씨 淑嬪 尹氏 | 파평 | 미상            | 윤원량 尹元亮 순천 장씨 順天 張氏 | 문정왕후의 조카 |
| 빈   | 혜빈 정씨 惠嬪 鄭氏 | 경주 | 미상            | 정온 鄭溫 남원 양씨 南原 梁氏     |                 |
| 귀인 | 귀인 정씨 貴人 鄭氏 | 연일 | 1520년 - 1566년 | 정유침 鄭惟沈 죽산 안씨 竹山 安氏 | 정철의 누이     |
| 양제 | 양제 윤씨 良娣 尹氏 | 파평 | 미상            | 윤개 尹漑 전주 이씨 全州 李氏     | 영해군의 증손녀 |

## 인종이 등장하는 작품

### 드라마
- 《여인천하》 (SBS, 2001년~2002년, 배우: 정태우)
- 《대장금》 (MBC, 2003년~2004년, 배우: 미상)
- 《전설의 고향 : 귀서》 (KBS, 2008년, 배우: 김영재)
- 《천명》 (KBS, 2013년, 배우: 임슬옹, 하원진 (아역))

## 같이 보기
| - 문정왕후 - 장경왕후 - 대윤 소윤 - 작서의 변 - 경빈 박씨 - 복성군 - 윤임 - 윤여필 - 윤원형 - 유인숙 - 유관 | - 효혜공주 - 김안로 - 이기 - 임억령 - 윤원량 - 윤원로 - 윤지임 - 숙빈 윤씨 |

## 참고 문헌
- 이 문서에는 문화재청에서 공공누리 제1유형으로 배포된 자료를 바탕으로 한 내용이 포함되어 있습니다.

|}
|}